# Scottish FA Cup 1901/02
Der Scottish FA Cup wurde 1901/02 zum 29. Mal ausgespielt. Der wichtigste schottische Fußball-Pokalwettbewerb, der vom Schottischen Fußballverband geleitet und ausgetragen wurde, begann am 28. Dezember 1901 und endete mit dem Finale am 26. April 1902 im Celtic Park von Glasgow. Als Titelverteidiger startete Heart of Midlothian in den Wettbewerb, das sich im Vorjahresfinale mit 4:3 gegen Celtic Glasgow durchgesetzt hatte. Im diesjährigen Endspiel um den Schottischen Pokal standen sich Celtic und Hibernian Edinburgh gegenüber. Für die Bhoys war es das vierte Pokalfinale infolge nach 1899, 1900 und 1901, sowie das achte insgesamt. Die Hibs standen nach 1887 und 1896 zum dritten Mal im Endspiel. Durch einen 1:0-Sieg konnte der Hauptstadtklub aus Edinburgh nach 1887 zum zweiten Mal in der Vereinsgeschichte den Titel gewinnen. Es blieb der einzige Pokalerfolg im 20. Jahrhundert für die Hibees. Der dritte Pokalsieg konnte erst 114 Jahre später, im Jahr 2016 errungen werden.
Nachdem es am 5. April 1902 während des Länderspiels zwischen Schottland und England zur Ibrox-Katastrophe gekommen war, wurde das Finale des FA Cups vom 12. auf den 26. April verschoben. Zudem wurde der Celtic Park eigentliche Heimspielstätte von Celtic als neues Stadion ausgewählt. Aus Angst vor einer weiteren Katastrophe blieben dem Endspiel zahlreiche Zuschauer fern.

## 1. Runde
Ausgetragen wurden die Begegnungen am 28. Dezember 1901 und 11. Januar 1902. Die Wiederholungsspiele fanden am 18. Januar 1902 statt.
|                         | Ergebnis |                        |
| ----------------------- | -------- | ---------------------- |
| FC Arbroath             | 3:2      | Kilwinning Eglinton    |
| FC Arthurlie            | 1:1      | Port Glasgow Athletic  |
| FC Ayr                  | 0:0      | FC Dundee              |
| Celtic Glasgow          | 3:0      | FC Thornliebank        |
| FC Cowdenbeath          | 0:0      | Heart of Midlothian    |
| FC Falkirk              | 2:0      | Lochgelly United       |
| Forfar Athletic         | 3:2      | FC Abercorn            |
| Hibernian Edinburgh     | 2:0      | FC Clyde               |
| FC Inverness Caledonian | 6:1      | FC Stranraer           |
| FC Kilmarnock           | 4:0      | Partick Thistle        |
| FC Queen’s Park         | 7:0      | Maxwelltown Volunteers |
| Glasgow Rangers         | 6:1      | FC Johnstone           |
| FC St. Bernard’s        | 1:0      | FC Motherwell          |
| FC St. Mirren           | 1:0      | Airdrieonians FC       |
| FC Stenhousemuir        | 6:1      | FC Stanley             |
| Third Lanark            | 0:0      | Greenock Morton        |

### Wiederholungsspiele
|                       | Ergebnis |                |
| --------------------- | -------- | -------------- |
| FC Dundee             | 2:0      | FC Ayr         |
| Heart of Midlothian   | 3:0      | FC Cowdenbeath |
| Greenock Morton       | 2:3      | Third Lanark   |
| Port Glasgow Athletic | 3:1      | FC Arthurlie   |

## Achtelfinale
Ausgetragen wurden die Begegnungen am 25. Januar 1902.
|                       | Ergebnis |                         |
| --------------------- | -------- | ----------------------- |
| FC Arbroath           | 2:3      | Celtic Glasgow          |
| FC Falkirk            | 2:0      | FC St. Bernard’s        |
| Forfar Athletic       | 1:4      | FC Queen’s Park         |
| Heart of Midlothian   | 4:1      | Third Lanark            |
| FC Kilmarnock         | 2:0      | FC Dundee               |
| Port Glasgow Athletic | 1:5      | Hibernian Edinburgh     |
| Glasgow Rangers       | 5:1      | FC Inverness Caledonian |
| FC St. Mirren         | 6:0      | FC Stenhousemuir        |

## Viertelfinale
Ausgetragen wurden die Begegnungen am 8./15. und 22. Februar 1902. Das Wiederholungsspiel fand am 22. Februar 1902 statt.
|                     | Ergebnis |                     |
| ------------------- | -------- | ------------------- |
| FC Falkirk          | 0:2      | FC St. Mirren       |
| Heart of Midlothian | 1:1      | Celtic Glasgow      |
| FC Queen’s Park     | 1:7      | Hibernian Edinburgh |
| Glasgow Rangers     | 2:0      | FC Kilmarnock       |

### Wiederholungsspiel
|                | Ergebnis |                     |
| -------------- | -------- | ------------------- |
| Celtic Glasgow | 2:1      | Heart of Midlothian |

## Halbfinale
Ausgetragen wurden die Begegnungen am 22. März 1902.
|                 | Ergebnis |                     |
| --------------- | -------- | ------------------- |
| Glasgow Rangers | 0:2      | Hibernian Edinburgh |
| FC St. Mirren   | 2:3      | Celtic Glasgow      |

## Finale
| Hibernian Edinburgh                     | Hibernian Edinburgh | Celtic Glasgow | Celtic Glasgow |
| --------------------------------------- | --- | --- | -------------- |
| Hibernian Edinburgh                     | \| Finale \| \| 26. April 1902 in Glasgow (Celtic Park) \| \| Ergebnis: 1:0 (0:0) \| \| Zuschauer: 16.000 \| \| Schiedsrichter: n. b. \| \| Spielbericht \|                                                | \| Finale \| \| 26. April 1902 in Glasgow (Celtic Park) \| \| Ergebnis: 1:0 (0:0) \| \| Zuschauer: 16.000 \| \| Schiedsrichter: n. b. \| \| Spielbericht \|                                               | Celtic Glasgow |
| Hibernian Edinburgh                     | Harry Rennie – Archie Gray, Robert Glen, Bernard Breslin, Jimmy Harrower, Alex Robertson, Johnny McCall, Andy McGeachan, John Divers, Paddy Callaghan, Bobby Atherton Cheftrainer: Dan McMichael ( Irland) | Rab MacFarlane – Hugh Watson, Bernard Battles sen., Willie Loney, Harry Marshall, Willie Orr, Bill McCafferty, Thomas McDermott, Sandy McMahon, George Livingstone, Jimmy Quinn Cheftrainer: Willie Maley | Celtic Glasgow |
| Hibernian Edinburgh                     | 1:0 Andy McGeachan (75.) | | Celtic Glasgow |
| Finale                                  | | |                |
| 26. April 1902 in Glasgow (Celtic Park) | | |                |
| Ergebnis: 1:0 (0:0)                     | | |                |
| Zuschauer: 16.000                       | | |                |
| Schiedsrichter: n. b.                   | | |                |
| Spielbericht                            | | |                |